# Lehigh (Oklahoma)
Lehigh és una ciutat dels Estats Units a l'estat d'Oklahoma. Segons el cens del 2000 tenia 315 habitants.

## Demografia
Segons el cens del 2000, Lehigh tenia 315 habitants, 114 habitatges, i 77 famílies. La densitat de població era de 77 habitants per km².
Dels 114 habitatges en un 29,8% hi vivien nens de menys de 18 anys, en un 50,9% hi vivien parelles casades, en un 10,5% dones solteres, i en un 31,6% no eren unitats familiars. En el 24,6% dels habitatges hi vivien persones soles el 8,8% de les quals corresponia a persones de 65 anys o més que vivien soles. El nombre mitjà de persones vivint en cada habitatge era de 2,76 i el nombre mitjà de persones que vivien en cada família era de 3,26.
Per edats la població es repartia de la següent manera: un 28,9% tenia menys de 18 anys, un 9,2% entre 18 i 24, un 26,7% entre 25 i 44, un 21,3% de 45 a 60 i un 14% 65 anys o més.
L'edat mediana era de 35 anys. Per cada 100 dones de 18 o més anys hi havia 101,8 homes.
La renda mediana per habitatge era de 24.167 $ i la renda mediana per família de 25.156 $. Els homes tenien una renda mediana de 20.278 $ mentre que les dones 17.344 $. La renda per capita de la població era de 10.699 $. Entorn del 18,8% de les famílies i el 27,7% de la població estaven per davall del llindar de pobresa.

## Poblacions més properes
El següent diagrama mostra les poblacions més properes.